# Podatek od nieruchomości
Podatek od nieruchomości – podatek, w którym przedmiotem opodatkowania są stany faktyczne lub prawne, od których zaistnienia ustawodawca uzależnia powstanie obowiązku podatkowego, a w szczególności posiadanie nieruchomości.
Podatek ten występuje w ponad 130 krajach świata i stanowi źródło dochodów budżetów władz lokalnych (poza kilkoma wyjątkami jak np. w Szwecji czy Japonii, gdzie podatek od nieruchomości zasila budżet centralny).
W poszczególnych systemach krajowych składowe konstrukcji podatku (szczególnie podstawa opodatkowania, stawki, zwolnienia oraz ulgi podatkowe) były formowane przez uwarunkowania społeczno-historyczne, co spowodowało, że w niektórych państwach występują rozwiązania bardzo charakterystyczne, nie istniejące w innych systemach podatkowych.
Wspólnym elementem, który łączy nowoczesne systemy podatkowe, jest to, że podstawę (z nielicznymi wyjątkami) opodatkowania nieruchomości stanowi jej wartość.
Nieruchomościami, które podlegają opodatkowaniu, mogą być zarówno tak typowe rzeczy, jak grunty i budynki, ale także statki, rurociągi, linie kolejowe, sieci techniczne, stawy i jeziora, lasy, bagna, wyrobiska górnicze, wiaty, grunty pod drzewkami truflowymi, budki telefoniczne, parkany itp. Poza niewieloma wyjątkami (np. statki), przedmiotem podatków od nieruchomości są trwale związane z gruntem jego elementy składowe (budynki) lub rzeczy usytuowane na tym gruncie (np. droga, parkan, budowle liniowe itp.).

Dochody finansów publicznych, w % PKB, z podatków od nieruchomości. Dla tych danych, wariancja PKB na głowę z parytetem siły nabywczej (PPP) jest wyjaśniona w 44% przez wpływy podatkowe.

## Podatek od nieruchomości w Polsce
Podatek od nieruchomości w Polsce jest podatkiem lokalnym, pobieranym przez samorządy gminne. Regulują go przepisy Ustawy o podatkach i opłatach lokalnych z 2 stycznia 1991 r. (Dz.U. z 2025 r. poz. 707).

### Ogólna charakterystyka podatku od nieruchomości
Podatek od nieruchomości jest jednym z największych źródeł dochodów własnych budżetu gminy. Ze względu na szeroką charakterystykę można przyporządkować go do różnych typów podatków:
- podatek przychodowy – obciąża przychód, nie uwzględniając kosztów jego uzyskania. Opodatkowane jest faktyczne władanie nieruchomością generującą domniemany przychód.
- podatek konsumpcyjny – podatnik korzysta z zasobów majątkowych o walorach rekreacyjnych, wypoczynkowych itp. Opodatkowany jest dochód w trakcie jego konsumpcyjnego wydatkowania.
- podatek majątkowy – obciąża posiadanie majątku. Źródło zapłaty podatku to majątek w ujęciu statycznym, tj. nie ulegający zmianom w sensie nominalnym ani realnym. Opodatkowane jest np. korzystanie z własnej nieruchomości w celach osobistych bądź posiadanie placu budowlanego jako formy lokaty kapitału.

### Przedmiot opodatkowania
Opodatkowaniu podatkiem od nieruchomości podlegają następujące nieruchomości lub obiekty budowlane:
- grunty,
- budynki lub ich części,
- budowle lub ich części związane z prowadzeniem działalności gospodarczej.

Wyłączone z opodatkowania są:
- grunty sklasyfikowane w ewidencji gruntów i budynków jako użytki rolne, grunty zadrzewione i zakrzewione na użytkach rolnych lub lasy, z wyjątkiem zajętych na prowadzenie działalności gospodarczej.
- pod warunkiem wzajemności – nieruchomości będące własnością państw obcych lub organizacji międzynarodowych albo przekazane im w użytkowanie wieczyste, przeznaczone na siedziby przedstawicielstw dyplomatycznych, urzędów konsularnych i innych misji korzystających z przywilejów i immunitetów na mocy ustaw, umów lub zwyczajów międzynarodowych,
- grunty pod wodami płynącymi i kanałami żeglownymi, z wyjątkiem jezior oraz gruntów zajętych na zbiorniki wodne retencyjne lub elektrowni wodnych,
- nieruchomości lub ich części zajęte na potrzeby organów jednostek samorządu terytorialnego, w tym urzędów gmin, starostw powiatowych i urzędów marszałkowskich,
- grunty zajęte pod pasy drogowe dróg publicznych w rozumieniu przepisów o drogach publicznych oraz zlokalizowane w nich budowle – z wyjątkiem związanych z prowadzeniem działalności gospodarczej innej niż eksploatacja autostrad płatnych.

### Podmiot podatku od nieruchomości
Podmiotami podatku od nieruchomości są:
- osoby fizyczne, osoby prawne, jednostki organizacyjne, w tym spółki nieposiadające osobowości prawnej (z wyjątkiem spółek cywilnych), będące:
  - właścicielami nieruchomości lub obiektów budowlanych, z zastrzeżeniem, że jeżeli przedmiot opodatkowania znajduje się w posiadaniu samoistnym, obowiązek podatkowy w zakresie podatku od nieruchomości ciąży na posiadaczu samoistnym.
  - posiadaczami samoistnymi nieruchomości lub obiektów budowlanych, które nie mają właściciela bądź też nie można go ustalić.
  - użytkownikami wieczystymi gruntów,
  - posiadaczami (zależnymi) nieruchomości lub ich części albo obiektów budowlanych lub ich części, stanowiących własność Skarbu Państwa lub jednostki samorządu terytorialnego, jeżeli posiadanie wynika z umowy zawartej z właścicielem, Krajowym Ośrodkiem Wsparcia Rolnictwa lub z innego tytułu prawnego, również wówczas gdy jest wykonywane bez tytułu prawnego. Wyjątkiem jest posiadanie przez osoby fizyczne lokali mieszkalnych niestanowiących odrębnych nieruchomości.

### Podstawa opodatkowania
Podstawę opodatkowania stanowi:
- dla gruntów – powierzchnia gruntu wyrażona w metrach kwadratowych lub hektarach.
- dla budynków lub ich części – powierzchnia użytkowa budynku lub jego części wyrażona w m²,
- dla budowli lub ich części związanych z prowadzeniem działalności gospodarczej – wartość, o której mowa w przepisach o podatkach dochodowych, ustalona na dzień 1 stycznia roku podatkowego, stanowiąca podstawę obliczania amortyzacji w tym roku, niepomniejszona o odpisy amortyzacyjne, a w przypadku budowli całkowicie zamortyzowanych – ich wartość z dnia 1 stycznia roku, w którym dokonano ostatniego odpisu amortyzacyjnego.

### Stawki podatkowe
Rada gminy, w drodze uchwały, określa wysokość stawek podatku od nieruchomości, z tym że stawki nie mogą przekroczyć rocznie maksymalnej stawki ustalonej przez Ministra Finansów w obwieszczeniu w sprawie wysokości górnych granic stawek kwotowych w podatkach i opłatach lokalnych publikowanym w Monitorze Polskim. Publikacja ma miejsce w terminie 20 dni po upływie pierwszego półrocza roku podatkowego.
Rada gminy może różnicować wysokość stawek podatkowych dla poszczególnych rodzajów przedmiotów opodatkowania, uwzględniając w szczególności lokalizację, rodzaj prowadzonej działalności, rodzaj zabudowy, przeznaczenie i sposób wykorzystywania gruntu.
Zdecydowana większość (ponad 90%) polskich gmin stosuje niższe niż maksymalne stawki od podatku od nieruchomości.

### Obowiązek podatkowy
Obowiązek podatkowy powstaje od pierwszego dnia miesiąca następującego po miesiącu, w którym powstały okoliczności uzasadniające powstanie tego obowiązku. Takimi okolicznościami mogą być m.in. nabycie prawa do gruntu/ nieruchomości (obowiązek podatkowy należy spełnić w ciągu 5 lat podatkowych od jej nabycia), ustanowienie użytkowania wieczystego (obowiązek podatkowy powstaje z chwilą wpisu do księgi wieczystej), wejście w posiadanie zależne lub samoistne nieruchomości, budynku lub budowli.
Jeżeli okolicznością, od której jest uzależniony obowiązek podatkowy, jest istnienie budowli albo budynku lub ich części, obowiązek podatkowy powstaje z dniem 1 stycznia roku następującego po roku, w którym budowa została zakończona albo w którym rozpoczęto użytkowanie budowli albo budynku lub ich części przed ich ostatecznym wykończeniem.
Jeżeli w trakcie roku podatkowego zaistniało zdarzenie mające wpływ na wysokość opodatkowania w tym roku, a w szczególności zmiana sposobu wykorzystywania przedmiotu opodatkowania lub jego części, podatek ulega obniżeniu lub podwyższeniu, poczynając od pierwszego dnia miesiąca następującego po miesiącu, w którym nastąpiło to zdarzenie.
Obowiązek podatkowy wygasa z upływem miesiąca, w którym ustały okoliczności uzasadniające ten obowiązek. Może to nastąpić poprzez zaistnienie stanu faktycznego lub prawnego, np. sprzedaż gruntu, wygaśnięcie użytkowania wieczystego lub rozbiórka budynku.
Jeżeli obowiązek podatkowy powstał lub wygasł w trakcie roku podatkowego, podatek oblicza się proporcjonalnie co do ilości miesięcy, w których istniały okoliczności uzasadniające płacenie tego podatku.
Osoby fizyczne są obowiązane złożyć właściwemu organowi podatkowemu informację o nieruchomościach i obiektach budowlanych, sporządzoną na formularzu według ustalonego wzoru, w terminie 14 dni od dnia wystąpienia okoliczności uzasadniających powstanie albo wygaśnięcie obowiązku podatkowego w zakresie podatku od nieruchomości. Podatek od nieruchomości na rok podatkowy od osób fizycznych ustala w drodze decyzji organ podatkowy właściwy ze względu na miejsce położenia przedmiotów opodatkowania. Podatek jest płatny w ratach proporcjonalnych do czasu trwania obowiązku podatkowego, w terminach: do dnia 15 marca, 15 maja, 15 września i 15 listopada roku podatkowego.
Osoby prawne, jednostki organizacyjne oraz spółki niemające osobowości prawnej, jednostki organizacyjne Krajowego Ośrodka Wsparcia Rolnictwa, a także jednostki organizacyjne Państwowego Gospodarstwa Leśnego Lasy Państwowe są obowiązane:
- składać, w terminie do dnia 31 stycznia, organowi podatkowemu właściwemu ze względu na miejsce położenia przedmiotów opodatkowania, deklaracje na podatek od nieruchomości na dany rok podatkowy, sporządzone na formularzu według ustalonego wzoru, a jeżeli obowiązek podatkowy powstał po tym dniu – w terminie 14 dni od dnia zaistnienia okoliczności uzasadniających powstanie tego obowiązku,
- wpłacać obliczony w deklaracji podatek od nieruchomości – bez wezwania – na rachunek budżetu właściwej gminy, w ratach proporcjonalnych do czasu trwania obowiązku podatkowego, w terminie do dnia 15 każdego miesiąca, a za styczeń do dnia 31 stycznia.

### Zwolnienia w podatku od nieruchomości
Zwolnione od podatku od nieruchomości są (zwolnienia przedmiotowe):
- budowle kolejowe stanowiące całość techniczno-użytkową wraz z instalacjami i urządzeniami, służące do ruchu pojazdów kolejowych, organizacji i sterowania tym ruchem, umożliwiające dokonywanie przewozów osób lub rzeczy – wykorzystywane wyłącznie na potrzeby publicznego transportu kolejowego, a także zajęte pod nie grunty,
- budowle infrastruktury portowej, budowle infrastruktury zapewniającej dostęp do portów i przystani morskich oraz zajęte pod nie grunty,
- grunty, które znajdują się w posiadaniu podmiotu zarządzającego portem lub przystanią morską, pozyskane na potrzeby rozwoju portu lub przystani morskiej, zajęte na działalność określoną w statucie tego podmiotu, położone w granicach portów i przystani morskich – od pierwszego dnia miesiąca następującego po miesiącu, w którym podmiot ten wszedł w ich posiadanie – nie dłużej niż przez okres 5 lat, z wyjątkiem gruntów zajętych przez podmiot inny niż podmiot zarządzający portem lub przystanią morską,
- budynki, budowle i zajęte pod nie grunty na obszarze części lotniczych lotnisk użytku publicznego,
- budynki gospodarcze lub ich części: służące działalności leśnej lub rybackiej, położone na gruntach gospodarstw rolnych, służące wyłącznie działalności rolniczej, zajęte na prowadzenie działów specjalnych produkcji rolnej,
- nieruchomości lub ich części zajęte na potrzeby prowadzenia przez stowarzyszenia statutowej działalności wśród dzieci i młodzieży w zakresie oświaty, wychowania, nauki i techniki, kultury fizycznej i sportu, z wyjątkiem wykorzystywanych do prowadzenia działalności gospodarczej, oraz grunty zajęte trwale na obozowiska i bazy wypoczynkowe dzieci i młodzieży,
- grunty i budynki wpisane indywidualnie do rejestru zabytków, pod warunkiem ich utrzymania i konserwacji, zgodnie z przepisami o ochronie zabytków, z wyjątkiem części zajętych na prowadzenie działalności gospodarczej,
- grunty i budynki we władaniu muzeów rejestrowanych,
- grunty położone na obszarach objętych ochroną ścisłą, czynną lub krajobrazową, a także budynki i budowle trwale związane z gruntem, służące bezpośrednio osiąganiu celów z zakresu ochrony przyrody – w parkach narodowych oraz w rezerwatach przyrody,
- będące własnością Skarbu Państwa: grunty pokryte wodami jezior o ciągłym dopływie lub odpływie wód powierzchniowych oraz grunty zajęte pod sztuczne zbiorniki wodne,
- budowle wałów ochronnych, grunty pod wałami ochronnymi i położone w międzywalach, z wyjątkiem zajętych na prowadzenie działalności gospodarczej przez inne podmioty niż spółki wodne, ich związki oraz związki wałowe,
- grunty stanowiące nieużytki, użytki ekologiczne, grunty zadrzewione i zakrzewione, z wyjątkiem zajętych na prowadzenie działalności gospodarczej,
- grunty stanowiące działki przyzagrodowe członków rolniczych spółdzielni produkcyjnych, którzy spełniają określone warunki:
- budynki położone na terenie rodzinnych ogrodów działkowych, nieprzekraczające norm powierzchni ustalonych w przepisach Prawa budowlanego dla altan i obiektów gospodarczych, z wyjątkiem zajętych na działalność gospodarczą,
- budynki i budowle nowo wybudowane bądź zmodernizowane, oddane do użytkowania, wykorzystywane przez grupę producentów rolnych na działalność statutową, po uzyskaniu wpisu do rejestru grup – w okresie 5 lat od dnia uzyskania wpisu grupy do rejestru.

Od podatku od nieruchomości zwolnione są również (zwolnienia podmiotowe):
- uczelnie, zwolnienie nie dotyczy przedmiotów opodatkowania zajętych na działalność gospodarczą,
- szkoły, placówki, zakłady kształcenia i placówki doskonalenia nauczycieli – publiczne i niepubliczne, oraz organy prowadzące te szkoły, placówki i zakłady, z tytułu zarządu, użytkowania lub użytkowania wieczystego nieruchomości szkolnych; zwolnienie nie dotyczy przedmiotów opodatkowania zajętych na działalność gospodarczą inną niż działalność oświatowa,
- placówki naukowe Polskiej Akademii Nauk; zwolnienie nie dotyczy przedmiotów opodatkowania zajętych na działalność gospodarczą,
- prowadzący zakłady pracy chronionej lub zakłady aktywności zawodowej – w zakresie przedmiotów opodatkowania zgłoszonych wojewodzie, jeżeli zgłoszenie zostało potwierdzone decyzją w sprawie przyznania statusu zakładu pracy chronionej lub zakładu aktywności zawodowej albo zaświadczeniem – zajętych na prowadzenie tego zakładu, z wyjątkiem przedmiotów opodatkowania znajdujących się w posiadaniu zależnym podmiotów niebędących prowadzącymi zakłady pracy chronionej lub zakłady aktywności zawodowej,
- instytuty badawcze, z wyjątkiem przedmiotów opodatkowania zajętych na działalność gospodarczą,
- przedsiębiorcy o statusie centrum badawczo-rozwojowego uzyskanym na zasadach określonych w ustawie z dnia 30 maja 2008 r. o niektórych formach wspierania działalności innowacyjnej (Dz.U. z 2022 r. poz. 2474) w odniesieniu do przedmiotów opodatkowania zajętych na cele prowadzonych badań i prac rozwojowych.

Rada gminy, w drodze uchwały, może wprowadzić inne zwolnienia przedmiotowe lub podmiotowe, co może także stanowić formę pomocy publicznej.